# Typ 10 (czołg)
Typ 10 (jap. 10式戦車 Hitomaru-shiki sensha; czołg Typ 10) – japoński czołg podstawowy wyprodukowany przez Mitsubishi Heavy Industries.

## Historia rozwoju
Na początku XXI wieku Japonia zdecydowała się zmodernizować swoje siły pancerne, aby móc lepiej stawiać czoła współczesnemu konfliktowi. Po ocenie potencjału modernizacji dotychczas używanych czołgów Typ 74 i Typ 90 Ministerstwo Obrony doszło do wniosku, że obecnie eksploatowane czołgi nie pozwalały na spełnienie zakładanych wymogów modernizacji. Dlatego konieczne było opracowanie nowego czołgu. Dodatkowo Japońskie Lądowe Siły Samoobrony wprowadziły dość szybko do eksploatacji nowy Typ 10 z powodu tego, że dotychczasowy Typ 90 (90-shiki sensha) okazał się zbyt ciężki na japońskie warunki. Typ 90 operuje tylko na Hokkaido z powodu ograniczeń nośności dróg i mostów w innych obszarach Japonii. 84% japońskich mostów spełnia odpowiednie parametry, aby Typ 10 mógł po nich przejechać. Odpowiednią nośność dla Typ 90 ma tylko 65% mostów. Masa pojazdu wynosi 40 ton w konfiguracji podstawowej, 44 tony w konfiguracji standardowej i 48 ton w pełnej konfiguracji (z pełnym wyposażeniem). Prototyp prezentowany w 2008 roku w TRDI ważył 44 tony. Koszt rozwoju czołgu Typ 10 wyniósł 48 400 000 000 jenów. Koszt jednego czołgu został oszacowany na 700 000 000 jenów. W 2010 roku Ministerstwo Obrony zakupiło 13 egzemplarzy czołgu. Typ 10 wszedł do służby w styczniu 2012 roku. Łącznie na stanie wojsk japońskich znajduje się około 100 czołgów Typ 10. Na bazie kadłuba tego czołgu opracowano wóz zabezpieczenia technicznego Typ 11.

## Opis konstrukcji

### Opis techniczny
Czołg Typ 10 zaprojektowany został w klasycznym układzie konstrukcyjnym. Tak więc z przodu znajduje się przedział kierowania, w środku bojowy z wieżą i uzbrojeniem głównym, a z tyłu przedział napędowy. Załogę stanowią trzy osoby: dowódca, działonowy i kierowca.

### Opancerzenie
Zastosowanie elementów modułowych znacznie poprawiło pancerz boczny w porównaniu z Typem 90. Panoramiczny celownik dowódcy został przesunięty w prawo i znajduje się wyżej niż Typ 90, co daje dowódcy szeroki zakres widzenia. Pancerz pojazdu składa się z modułowych sekcji, zapewniających możliwość montażu modułów o różnym stopniu ochrony w zależności od profilu misji i wymagań dotyczących wagi. Ze względu na ograniczenia masowe, skupiono się na zwiększeniu ochrony przodowi kadłuba i wieży. Burty są chronione płytami z jednorodnej stali pancernej grubości do ok. 60–80 mm oraz fartuchami balistycznymi. Maksymalna grubość opancerza tyłu kadłuba to ok. 30–40 mm, stropu wieży ok. 30 mm a dna ok. 25 mm.

### Uzbrojenie
Typ 10 został uzbrojony w 120 milimetrowe działo gładkolufowe, wyprodukowane przez Japan Steel Works. Jest ono kompatybilne z wszystkimi rodzajami standardowej amunicji 120 mm NATO. Nowa armata Typ 10 może strzelać zwykłą amunicją przeciwpancerną JM33 APFSDS (produkowany na licencji niemiecki pocisk DM33) oraz nowo opracowanym pociskiem APFSDS (przeciwpancerny pocisk podkalibrowy z odrzucanym sabotem, stabilizowany brzechwowo) Typ 10, który jest specjalnie zaprojektowany pod czołg Typ 10. Armata ładowana jest za pośrednictwem automatu ładowania.

### Elektronika
Czołg Typ 10 jest wyposażony w system C4I, ułatwiający dowodzenie oraz prowadzenie ognia. Dzięki zastosowaniu C4I czołg może zostać włączony do sieci Lądowych Sił Samoobrony, co umożliwia wymianę informacji między czołgami. Pojazd ma także możliwość podłączenia do zewnętrznej sieci komputerowej piechoty „Regiment Command Control System” (ReCS), aby ułatwić zintegrowane operacje wojskowe z oddziałami piechoty.

## Galeria

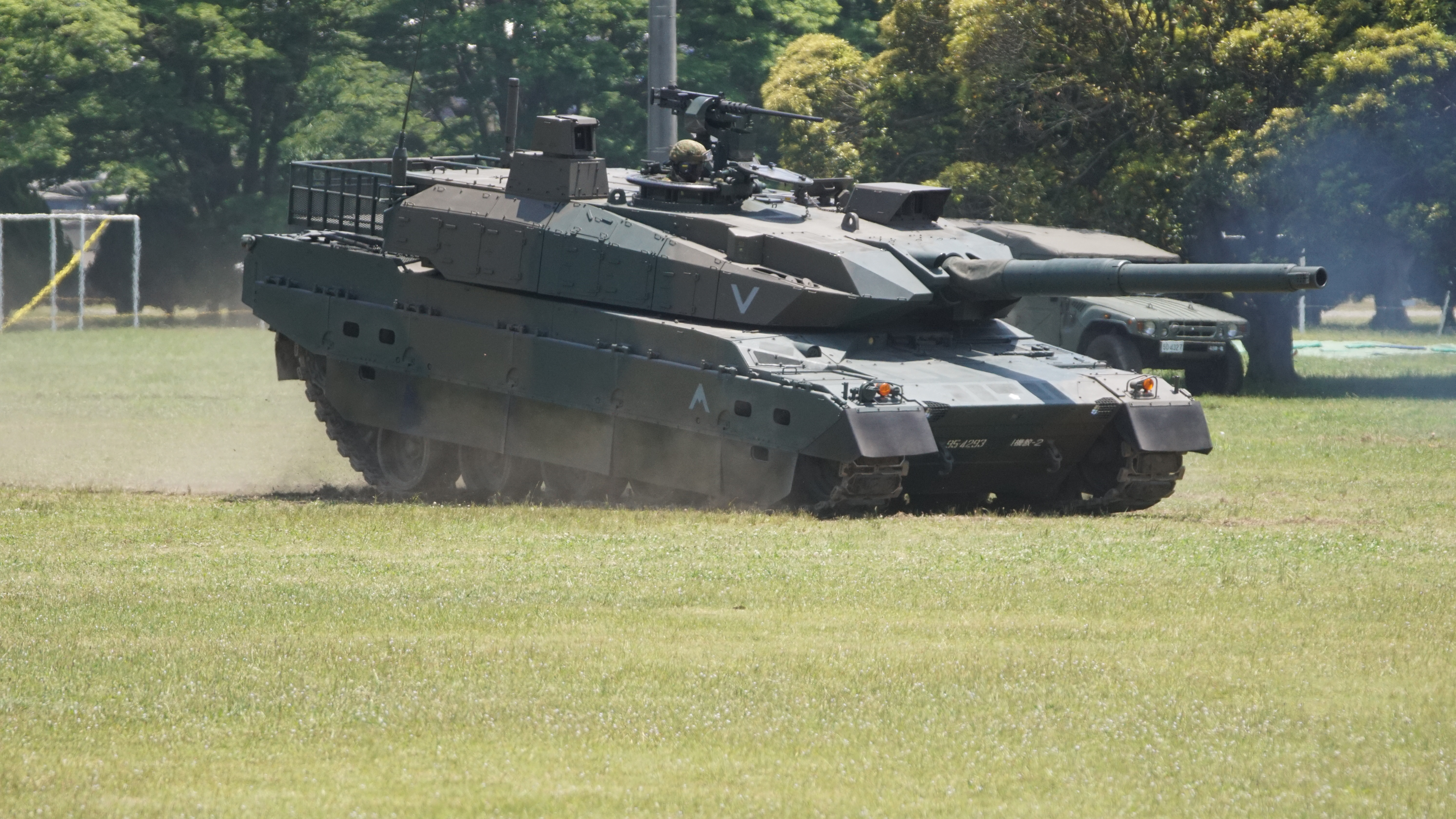
Typ 10 w czasie pokazu swoich możliwości trakcyjnych podczas ćwiczeń poligonowych.
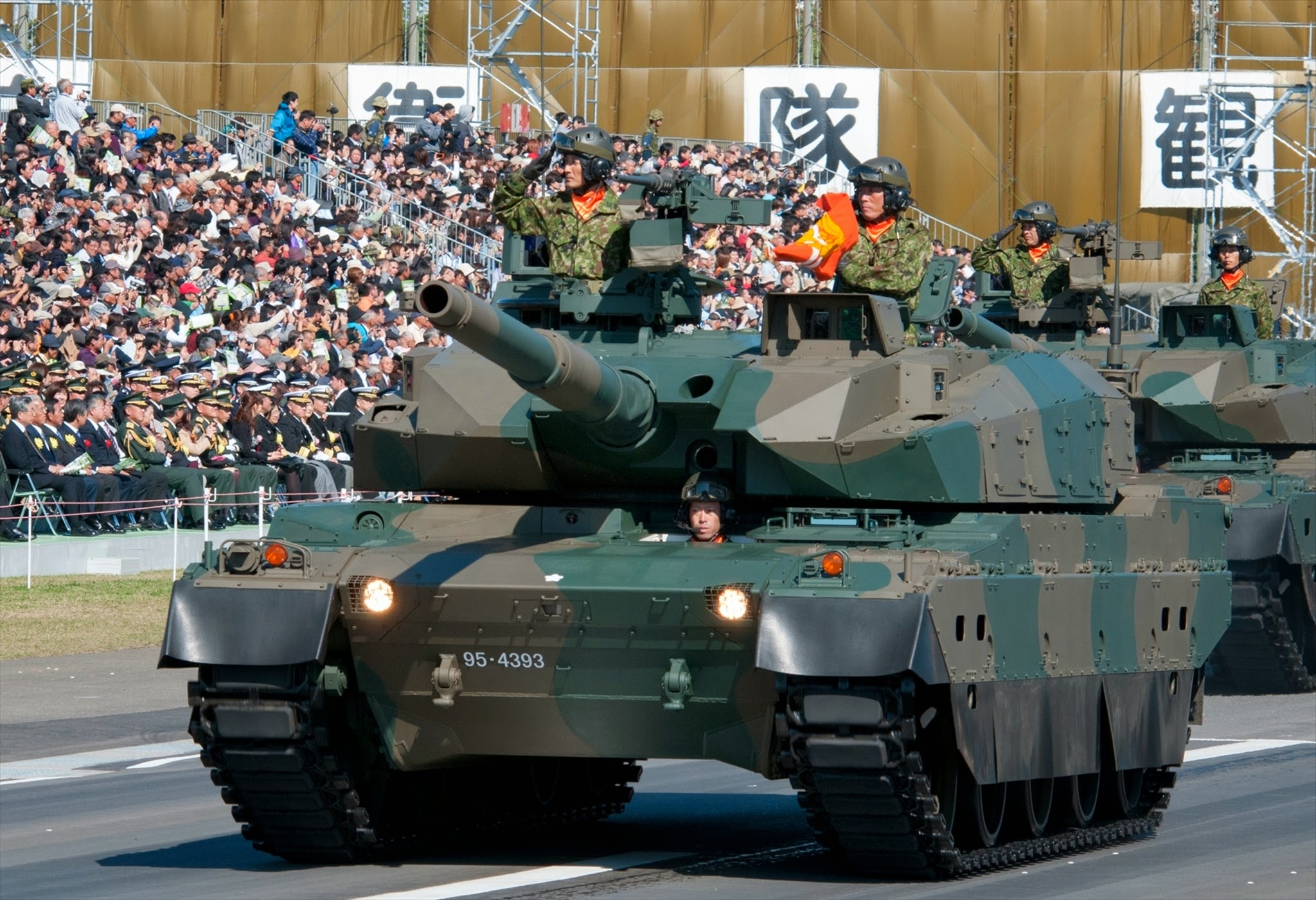
Typ 10 podczas parady Japońskich Sił Samoobrony.
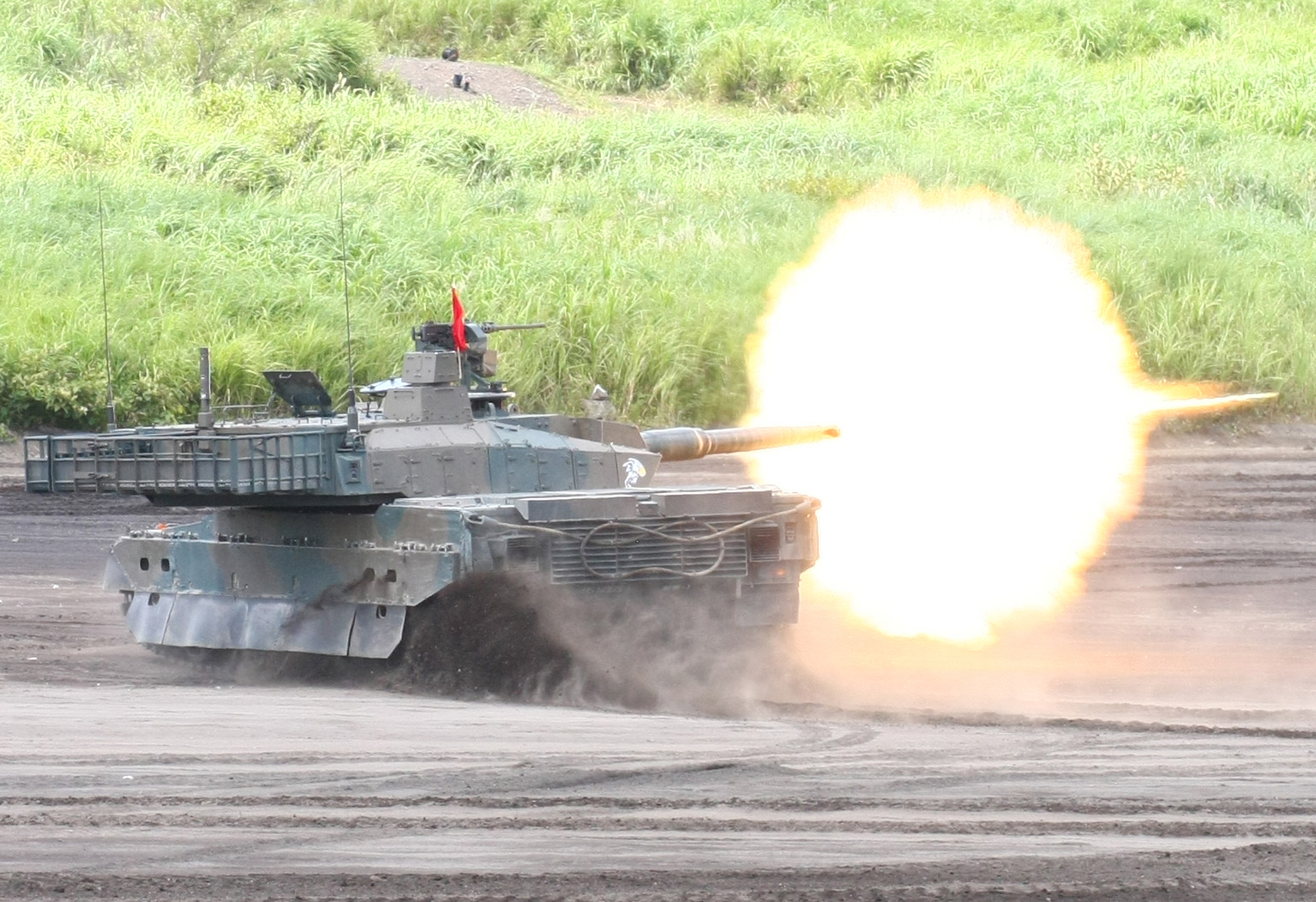
Strzelanie z armaty gładkolufowej czołgu Typ 10
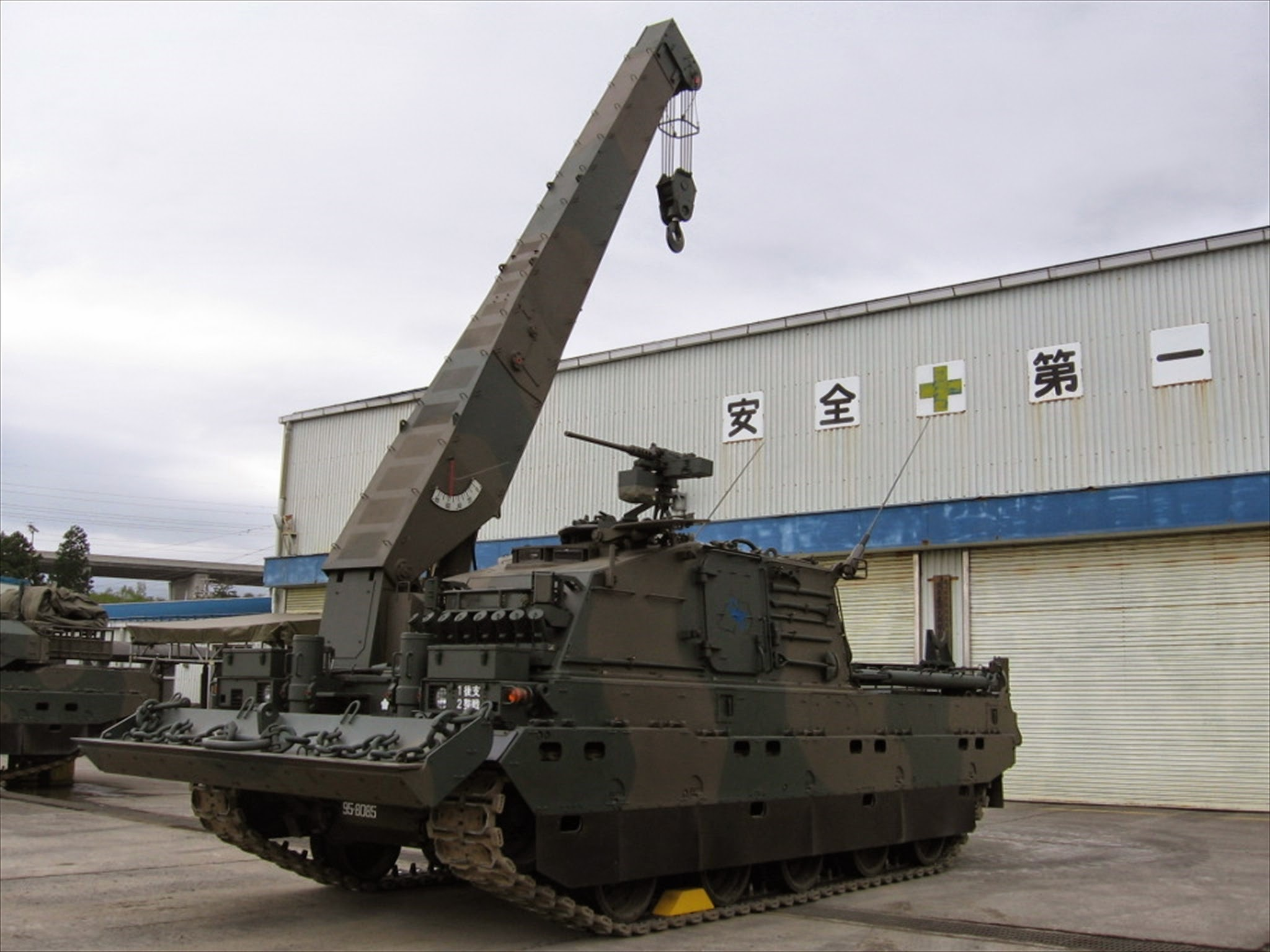
Wóz zabezpieczenia technicznego Typ 11 zbudowany na bazie czołgu Typ 10.